# Gare de Cergy-Saint-Christophe
Pour les articles homonymes, voir Gare de Cergy.
La gare de Cergy-Saint-Christophe est une gare ferroviaire française de la ligne de la bifurcation de Neuville à Cergy-Préfecture (dite aussi ligne de Cergy), située sur le territoire de la commune de Cergy, dans le département du Val-d'Oise en région Île-de-France.
Elle est mise en service en 1985 par la Société nationale des chemins de fer français (SNCF).
C'est une gare SNCF desservie par les trains de la ligne A du RER et ceux de la ligne L du Transilien (réseau Paris-Saint-Lazare).

## Situation ferroviaire
Établie à 97 mètres d'altitude, la gare de Cergy-Saint-Christophe est située au point kilométrique (PK) 36,665 de la ligne de la bifurcation de Neuville à Cergy-Préfecture (dite aussi ligne de Cergy), entre les gares de Cergy-Préfecture et de Cergy-le-Haut.

## Histoire
La gare de Cergy-Saint-Christophe est mise en service le 29 septembre 1985 par la Société nationale des chemins de fer français (SNCF), lorsqu'elle ouvre à l'exploitation le premier prolongement de la ligne de la bifurcation de Neuville à Cergy-Préfecture. Le bâtiment de la gare constitue la plus grande horloge d’Europe. Elle est l'œuvre des architectes Martine et Philippe Deslandes et le mécanisme des horloges a été fourni par la société Huchez.

## Fréquentation
De 2015 à 2022, selon les estimations de la SNCF, la fréquentation annuelle de la gare s'élève aux nombres indiqués dans le tableau ci-dessous.
| Année         | 2015      | 2016      | 2017      | 2018      | 2019      | 2020      | 2021      | 2022      | 2023      |
| ------------- | --------- | --------- | --------- | --------- | --------- | --------- | --------- | --------- | --------- |
| Fréquentation | 6 453 027 | 6 806 293 | 7 125 540 | 7 369 355 | 7 960 627 | 5 544 432 | 7 818 214 | 6 961 854 | 7 092 079 |

## Service des voyageurs

### Desserte

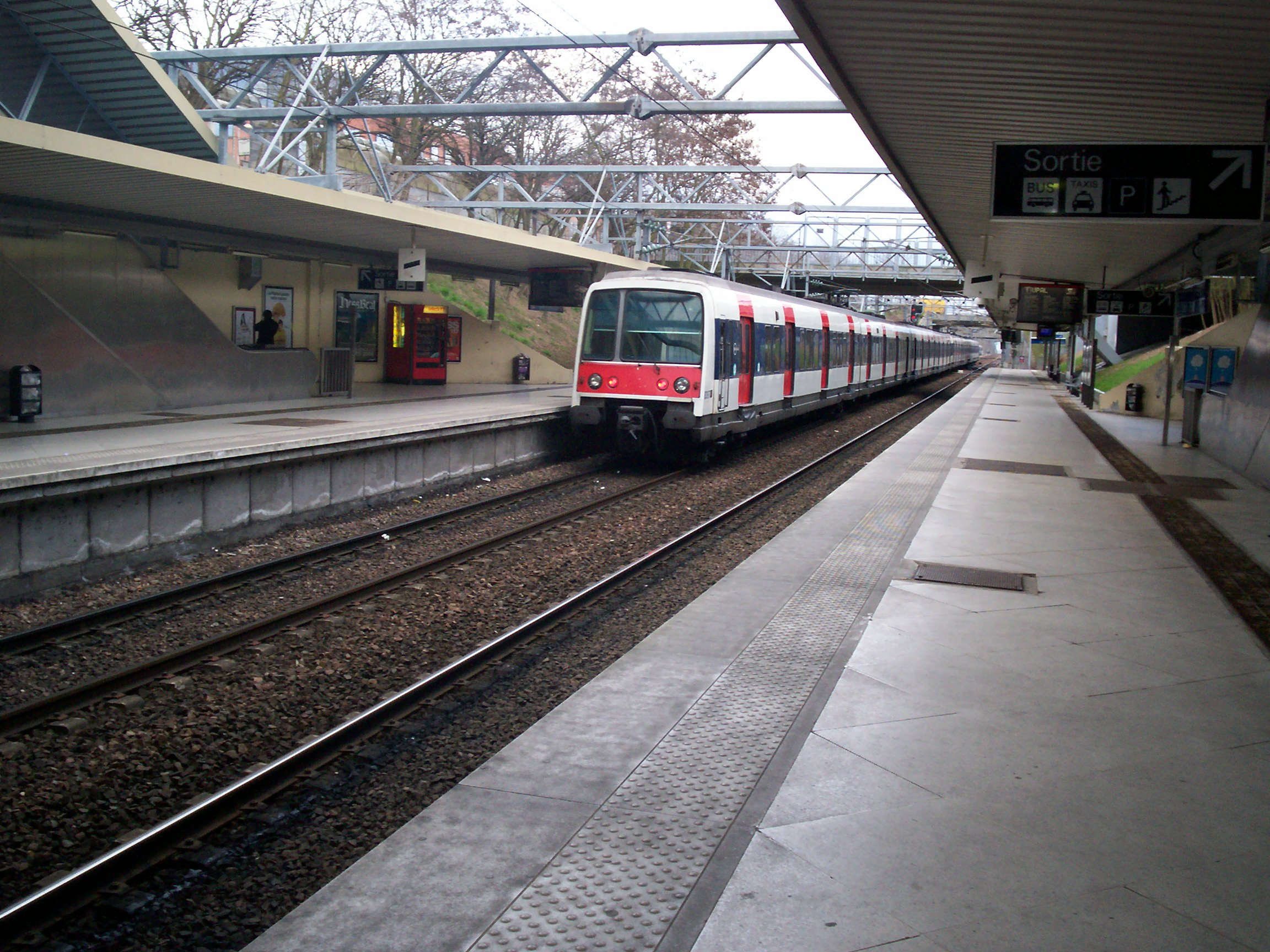
Une rame formée de deux éléments MI 84 quitte la gare en direction de la gare de Cergy-Préfecture.

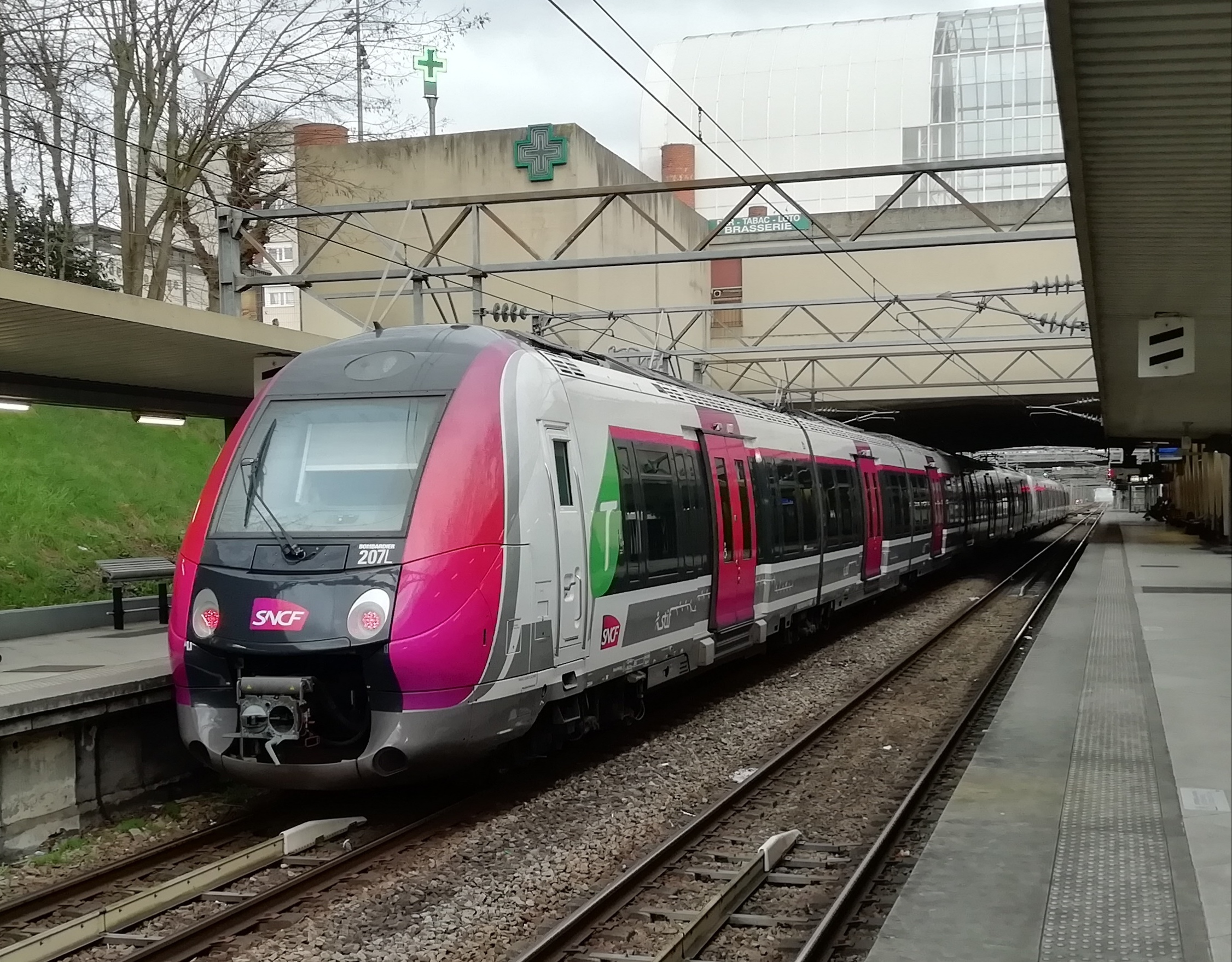
Z 50000 (Francilien) à quai.

Cergy-Saint-Christophe est desservie par les trains de la ligne A du RER parcourant la branche A3, ainsi que par des trains de la ligne L en provenance et à destination de la gare de Paris Saint-Lazare en semaine.
Cette gare est desservie à raison : 
- d'un train toutes les 20 minutes le samedi et le dimanche, environ toutes les 11 à 12 minutes aux heures de pointe du lundi au vendredi, et toutes les 30 minutes tous les jours en soirée, sur la ligne A du RER ;
- d'un train toutes les 11 à 12 minutes aux heures de pointe et toutes les heures aux heures creuses, uniquement en semaine sur la ligne L du réseau Saint-Lazare.

Seul le RER A dessert la gare le week-end et en soirée. Les trains de la ligne L desservent aussi la gare, seulement en semaine.
Depuis le 10 décembre 2017, la gare de Cergy-Saint-Christophe est moins desservie avec un train de la ligne A toutes les 11 à 12 minutes au lieu de 10 auparavant.

### Intermodalité
La gare est desservie par :
- les lignes 1201, 1206, 1224, 1235, 1239 et 1240 du réseau de bus Cergy-Pontoise Confluence ;
- la ligne 7808 du réseau de bus Île-de-France Ouest ;
- la ligne 49 du réseau de bus des Cars Grisel ;
- les lignes 95-04, 95-41, 95-48 et 95-50 du réseau de bus du Vexin ;
- la ligne 9 du réseau de bus du Mantois ;
- les lignes 59 et 91 du réseau de bus de Poissy - Les Mureaux ;
- les lignes N150 et N152 du service de bus de nuit Noctilien ;
- les lignes 604 et 609 du réseau interurbain de l'Oise.

## Projet
Il a été prévu de renommer la gare de Cergy-Saint-Christophe en gare de Cergy-Axe Majeur - Horloge.
Ce changement de nom n'a jamais été effectué.